# Alexandre Boreau
Alexandre Boreau, född 5 mars 1803 i Saumur, död 5 juli 1875 i Angers, var en fransk botaniker.
Auktorsnamnet Boreau kan användas för Alexandre Boreau i samband med ett vetenskapligt namn inom botaniken; se Wikipediaartiklar som länkar till auktorsnamnet.